# Hoya telosmoides
Hoya telosmoides är en oleanderväxtart som beskrevs av R. Omlor. Hoya telosmoides ingår i släktet Hoya och familjen oleanderväxter. Inga underarter finns listade i Catalogue of Life.